# Microcèbe gris-roux
Microcebus griseorufus
Espèce
Statut de conservation UICN

 LC  : Préoccupation mineure
Statut CITES
Le Microcèbe gris-roux (Microcebus griseorufus) est un tout petit primate (lémuriforme) endémique de la réserve de Beza Mahafaly dans l'ouest de Madagascar.
Sa très petite taille pourrait résulter d'une adaptation par évolution de type « nanisme insulaire » en réponse évolutive à des modifications climatiques et environnementales ayant dans le passé fortement et irrégulièrement changé

## Description
Ce mammifère mesure de 11 à 13 centimètres sans la queue qui atteint 14 à 15 cm de long.
Il pèse de 46 à 85 grammes.
Le pelage est gris sur le dos et blanc sur le ventre.
Il a une bande dorsale brune rayée. La queue est rousse.
La tête est ronde avec une tache claire entre les yeux.